# Domenico Ferrari
Domenico Ferrari, battezzato Giovanni Domenico Ludovico Ferrari (Taggia, 25 agosto 1808 – Alessandria, 15 giugno 1833), è stato un patriota italiano.
Giovane Sottufficiale dell'Armata Sarda, prese parte alla congiura mazziniana di Alessandria del 1833. Fu uno dei primi martiri della Giovine Italia.

## Biografia
Domenico Ferrari nasce a Taggia, nell'odierna provincia di Imperia, figlio di Giuseppe Ferrari e Rosa Mandracci in una famiglia della piccola aristocrazia cittadina.
Finito il ginnasio viene chiamato alle armi nell'esercito del Regno di Sardegna presso il 1º Reggimento della Brigata Cuneo di stanza ad Alessandria.
Nel giro di pochi anni risale la scala gerarchica dal basso, arrivando fino al grado di Sergente Furiere, all'epoca penultimo gradino della categoria dei Sottufficiali.
Negli primi mesi del 1833, il furiere della Brigata Cuneo entra in contatto con il concittadino nonché amico di famiglia Sottotenente Paolo Pianavia-Vivaldi che lo introduce al locale gruppo segreto di sostenitori delle idee mazziniane fino a diventare aderente alla Giovine Italia. Dopo i primi contatti con il Pianavia e il Gentilini, il Ferrari entra in contatto con i vertici alessandrini della cospirazione, il causidico Andrea Vochieri e l'avvocato Gilardenghi.
Nel maggio del 1833, grazie alle rivelazioni fatte dal Furiere Sebastiano Sacco, venne alla luce che molti Sottufficiali e alcuni Ufficiali si riunivano fuori dalle caserme con affiliati alla Giovine Italia.
Da quel momento in tutte le caserme del Regno si operarono rigidissime perquisizioni che portarono alla luce lo scambio di giornali e scritti mazziniani e del codice utilizzato dai "cospiratori" per comunicare.
Furono decine e decine gli arresti tra i quali, a fine maggio, anche quello del Ferrari insieme a quelli dei Furieri: Giuseppe Menardi, Luigi Viola, Giuseppe Rigasso, Armando Costa e Giovanni Marini tutti appartenenti al suo stesso reparto.
Durante gli interrogatori ammise di far parte di una cospirazione avente lo scopo di instaurare una repubblica e dopo molte pressioni fece il nome del Pianavia-Vivaldi come uno degli organizzatori all'interno della caserma di Alessandria.
La "Cronaca Ligure" racconta inoltre che al Ferrari fu promessa da parte del comandante della sua Compagnia la commutazione della pena in ergastolo se solo avesse fatto richiesta scritta di grazia al Re, ma che egli rifiutò anche dopo che lo stesso padre gli scrisse una lettera pregandolo di chiederla.
Il 13 giugno nella Cittadella di Alessandria il Consiglio di Guerra leggeva la sentenza per i sei imputati.
Domenico Ferrari ritenuto colpevole di alto tradimento "per aver fatto parte di una cospirazione tendente a sconvolgere e distruggere l'attuale Governo di S. M. per sostituirvi la Repubblica"  fu condannato "nella pena di morte col dover passare per le armi in seguito a particolar grazia da S. M. accordatagli".
Gli altri imputati al processo vennero anch'essi condannati a morte previa però la loro degradazione.
La sentenza fu eseguita la mattina del 15 giugno 1833 nella Cittadella di Alessandria alla presenza del Governatore militare della Città Tenente generale Gabriele Maria Galateri.

## Il ricordo
Domenico Ferrari è ricordato per la prima volta nel 1844 quando la Giovine Italia decide di coniare una medaglia in ricordo dei suoi martiri. Il suo nome compare al recto della medaglia insieme a quelli di altri dodici caduti del 1833, uno del 1834 e dieci del 1844.
Nel 1896 invece è la sua città natale a ricordarlo con un monumento opera di Cesare Biscarra. Il monumento, collocato nella piazza centrale della città, è un obelisco in granito rosa alla cui base sono posti, uno per lato, quattro medaglioni in bronzo raffiguranti, oltre allo stesso Ferrari, i fratelli Jacopo, Giovanni e Agostino Ruffini.